# Jerry Lewis Show
Jerry Lewis Show (titolo originale: Will the Real Jerry Lewis Please Sit Down) è un cartone animato prodotto da Filmation dal 1970 al 1972, con protagonista un personaggio ricalcato sull'attore comico Jerry Lewis. Nella serie sono presenti anche personaggi simili a quelli che lo stesso Lewis interpreta nel film I 7 magnifici Jerry.
Jerry Lewis partecipa solo come consulente e co-produttore, la sua voce viene doppiata dall'attore David Lander.

## Personaggi
- Jerry Lewis

## Doppiaggio
| Nome del personaggio                                                                             | Doppiatore originale | Doppiatore italiano |
| ------------------------------------------------------------------------------------------------ | -------------------- | ------------------- |
| Jerry Lewis                                                                                      | David Lander         | Willy Moser         |
| Mr. Blunderbuss, Ralph Rotten Lewis, Won Ton Son, Professor Lewis, Hong Kong Lewis, Uncle Seadog | Howard Morris        |                     |